# Silent Youth
Silent Youth è un film del 2012,  scritto e diretto da Diemo Kemmesies.

## Trama
Il film racconta la storia d'amore tra Marlo e Kirill, due ventenni che vagabondano nella fredda città di Berlino.

## Produzione
Questo film è stato girato nel 2011, in dodici giorni, e il regista ha affermato di essersi ispirato al cinema dei fratelli Dardenne e Gus van Sant.